# Bergbau in Solingen
Der Bergbau in Solingen fokussierte sich auf Erze. An mehreren Stellen im Stadtgebiet wurde nach Blei gesucht.

## Geschichte

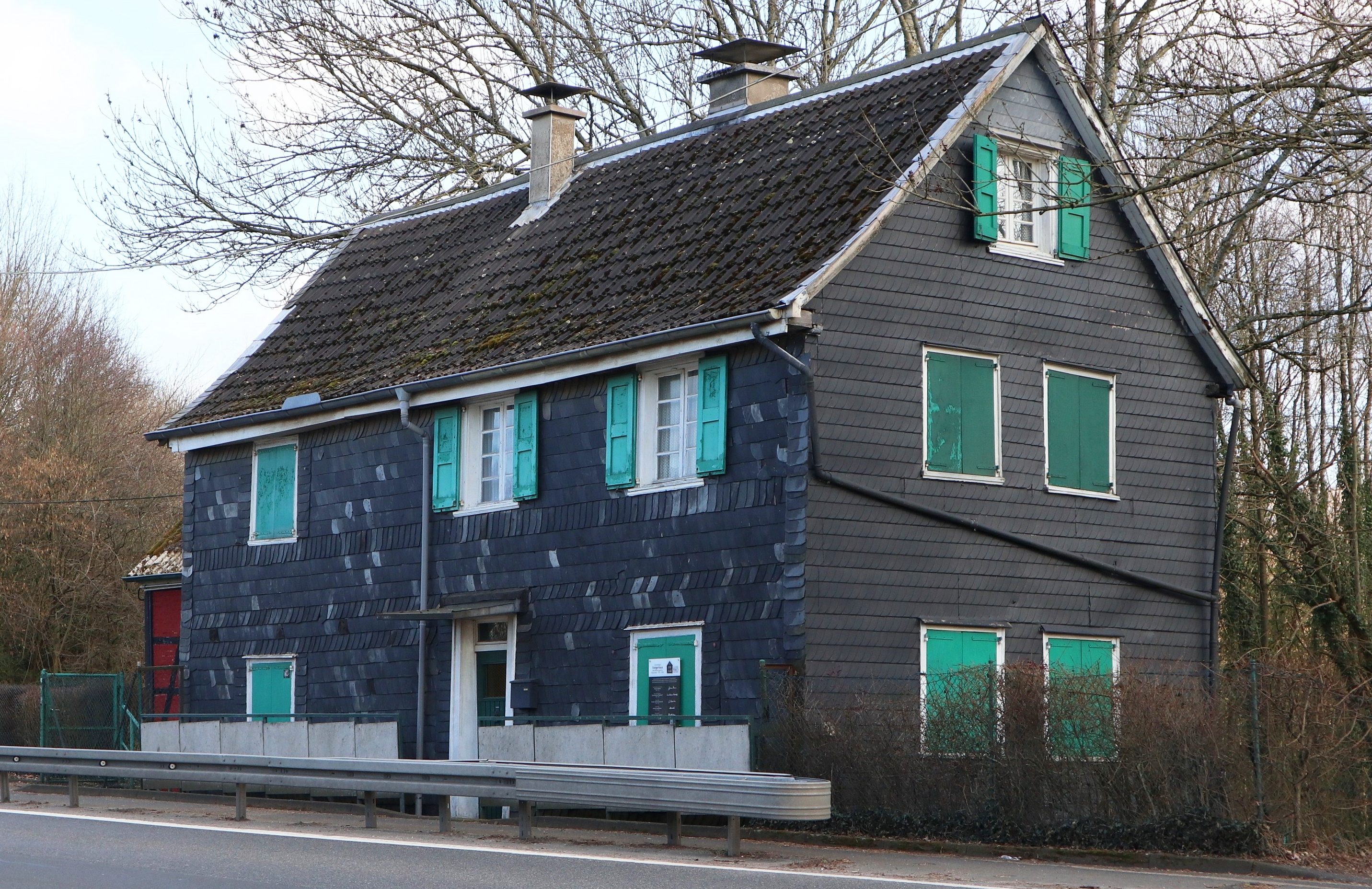
Ehem. Steigerhaus an der Neuenkamper Straße 163

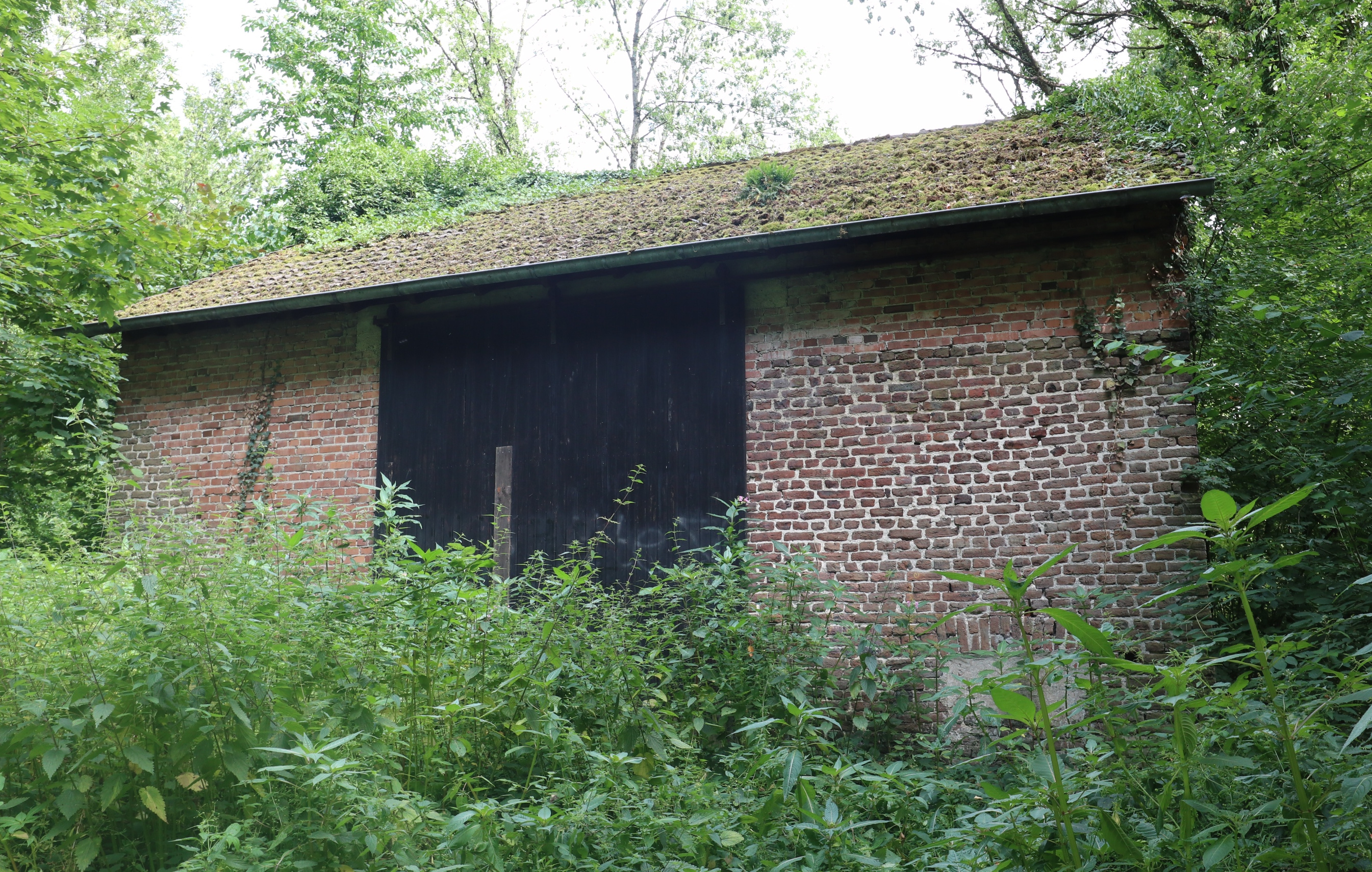
Ehem. Maschinenhaus im Wald an der Neuenkamper Straße

Beim Ausbau der Straße zwischen Höhscheid und Aufderhöhe fand man 1754 Gesteinsbrocken, die ein erhöhtes Gewicht aufgrund ihres Bleigehalts aufwiesen. Der Solinger Bürgermeister erwarb für sich selbst bei der Düsseldorfer Regierung die Schürfrechte. In Höhscheid an der Bauermannskulle (früher Bohrmanns Kuhlen) entstand in den Jahren 1794 bis 1811 die Grube Kleeblatt als Stollenbetrieb. In der Nähe entstand die Grube Julie und förderte von 1861 bis 1889. Sie liegen beide westlich des Höhscheider Hofs. Es gab insgesamt 5 Schächte, die eine Tiefe von bis zu 75 m hatten. Der Chronist Klaus Tettinger berichtete: „Alleine in Solingen wurden zwischen 1851 und 1875 für 75 Fundgruben die Bergrechte verliehen (...) nur an wenigen Fundpunkten wurden tatsächlich Mineralien abgebaut, finanzieller Erfolg war keiner der Gruben beschieden, mit Ausnahme der Grube Kleeblatt.“ 1890 waren alle Stollen und Schächte zugeschüttet. Das ehemalige Steigerhaus an der Neuenkamper Straße 163 und das Maschinenhaus, in dem die Dampfmaschine für die Wasserpumpen stand, existieren noch. Auch bestehen noch Abraumhügel.
Das ehemalige Bleierzbergwerk (Grube Kleeblatt) an der Neuenkamper Straße ist seit 4. Juli 1989 in die Liste der Bodendenkmäler in Solingen eintragen. An den Bergbau an diesem Ort erinnert eine Informationstafel am Fußweg zwischen Neuenhaus und Untenhöhscheid (Lage). Vor der ehemaligen Geschäftsstelle der Stadt-Sparkasse Solingen in Höhscheid erinnert seit 1984 eine Stele an den Bergbau in Höhscheid (Lage).